# Gyalóka
Gyalóka (németül: Jelwicken, Jalocken) község Győr-Moson-Sopron vármegyében, a Soproni járásban.

## Fekvése

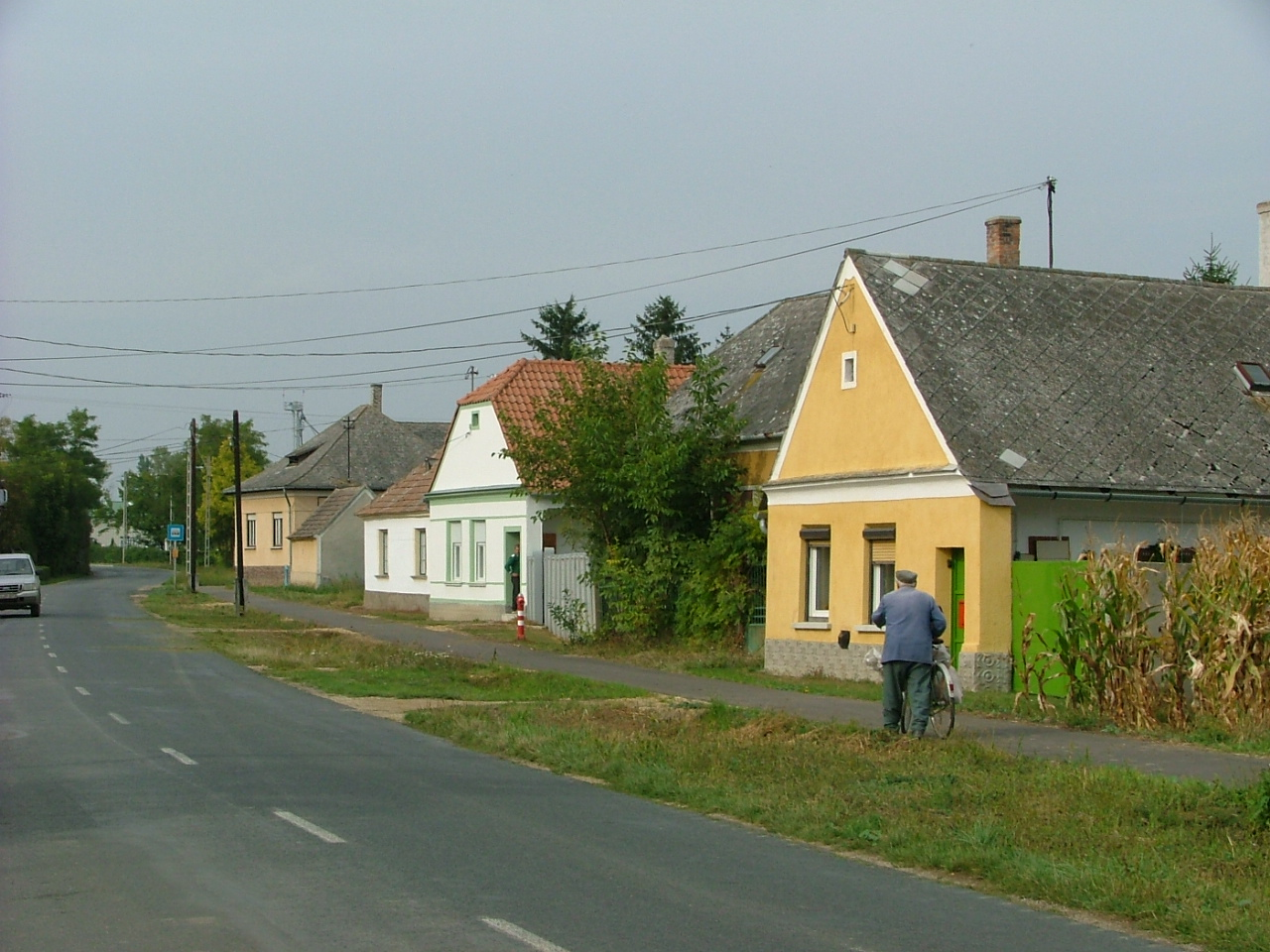
A 8614-es út belterületi szakasza (a Fő utca) nyugat felé nézve

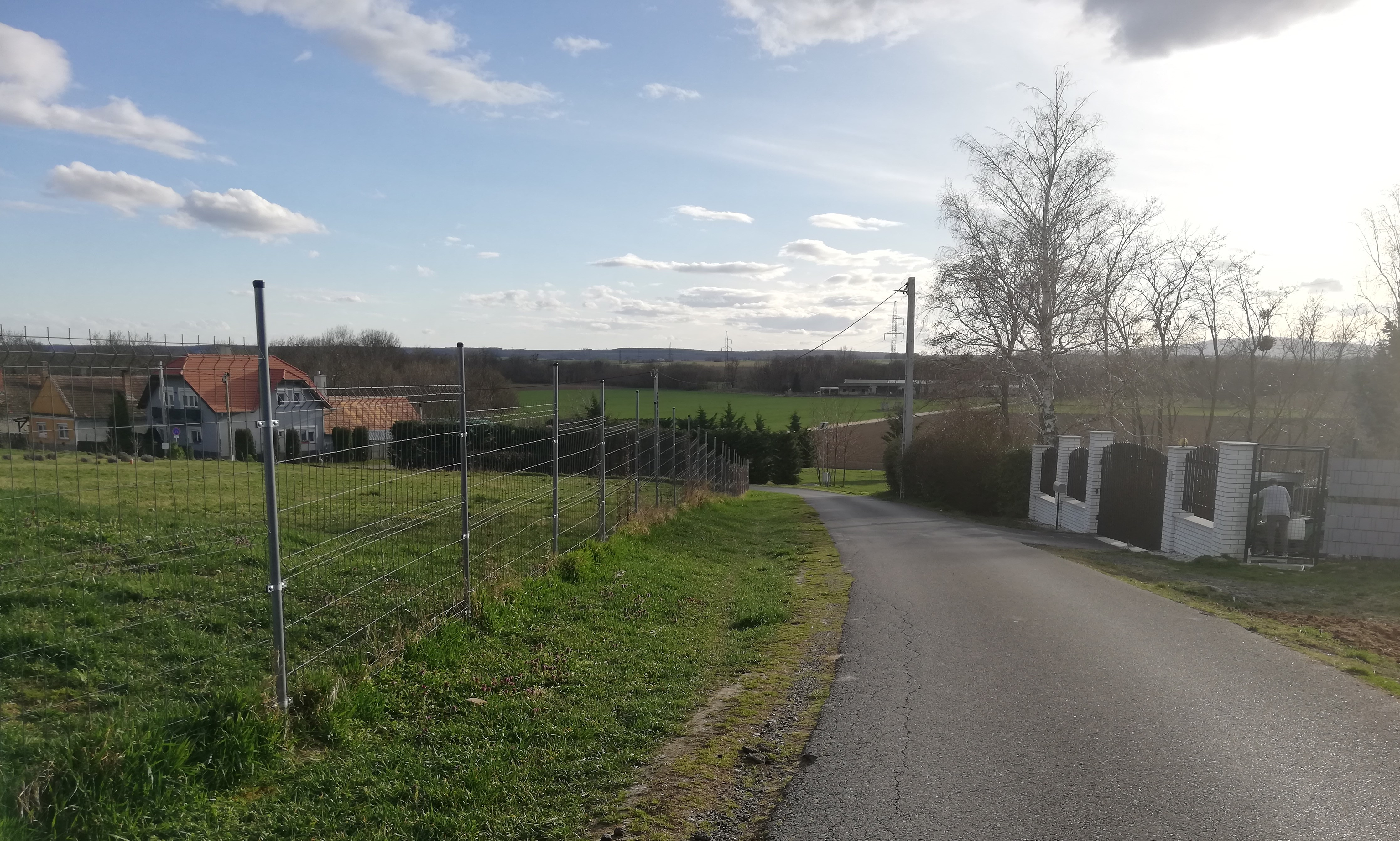
Utcakép

A vármegye délnyugati részén fekszik, Sopron és Kőszeg között, a megyeszékhely Győrtől 100 kilométerre. 1990-től önálló önkormányzata van, a szakonyi körjegyzőséghez tartozik. Éghajlata mérsékelt, az Alpok közelsége miatt hűvösebb, szelesebb és csapadékosabb az országos átlagnál.

### Megközelítése
Csak közúton érhető el, Szakony vagy Zsira érintésével, a 8614-es úton.

## Története
Első írásos említése 1308-ból ismert. Középkori birtokosai az Osl nemzetségből leszármazott családok és a Kanizsayak voltak. 1544 táján még jobbágyközség volt, Koroknay Péter és Ládonyi Lászlóné, született Gyalókay Dóra tulajdonában. Jobbágylakossága mindössze 3 porta lakóiból állt, azok is fizetésképtelen szegények voltak, így 1549-re a község a jobbágytalan nemesi falvak sorába süllyedt. 1549-ben 2 nemesi kúriát írtak össze.
A község birtokos családjai közül az említett Gyalókay Dóra után a Ládonyiak, Garázdák, Gergóczok, Polányiak és Akácsok következtek. A gyalókai Dukkon-malom élénk üzlet tárgyát képezte: 1580 körül Gongol, alias Molnár Jánostól vette meg Podgorszky János pannonhalmi kapitány. 1585-ben az ő fia adta el pécsi Bornemissza Jánosnak és nejének, Patyi Annának, továbbá Polányi Gáspárnak és Farkasnak, illetve Garázda Benedeknek, akik elzálogosították a csapodi Kálmán Barnabásnak.
A 17. században a szomszédos Salamonfán birtokos Rátkayak vásároltak Gyalókán birtokot, így a község nagy része átment azoknak a Rátkayaknak a tulajdonába, akik a 18. század elején Zichy Ádám, Kéry László és Jely Pál mellett újból földesurak, vagyis telkes jobbágyok urai lettek. Gyalóka a Rátkayak kezében újból betelepült telkes jobbágyokkal.

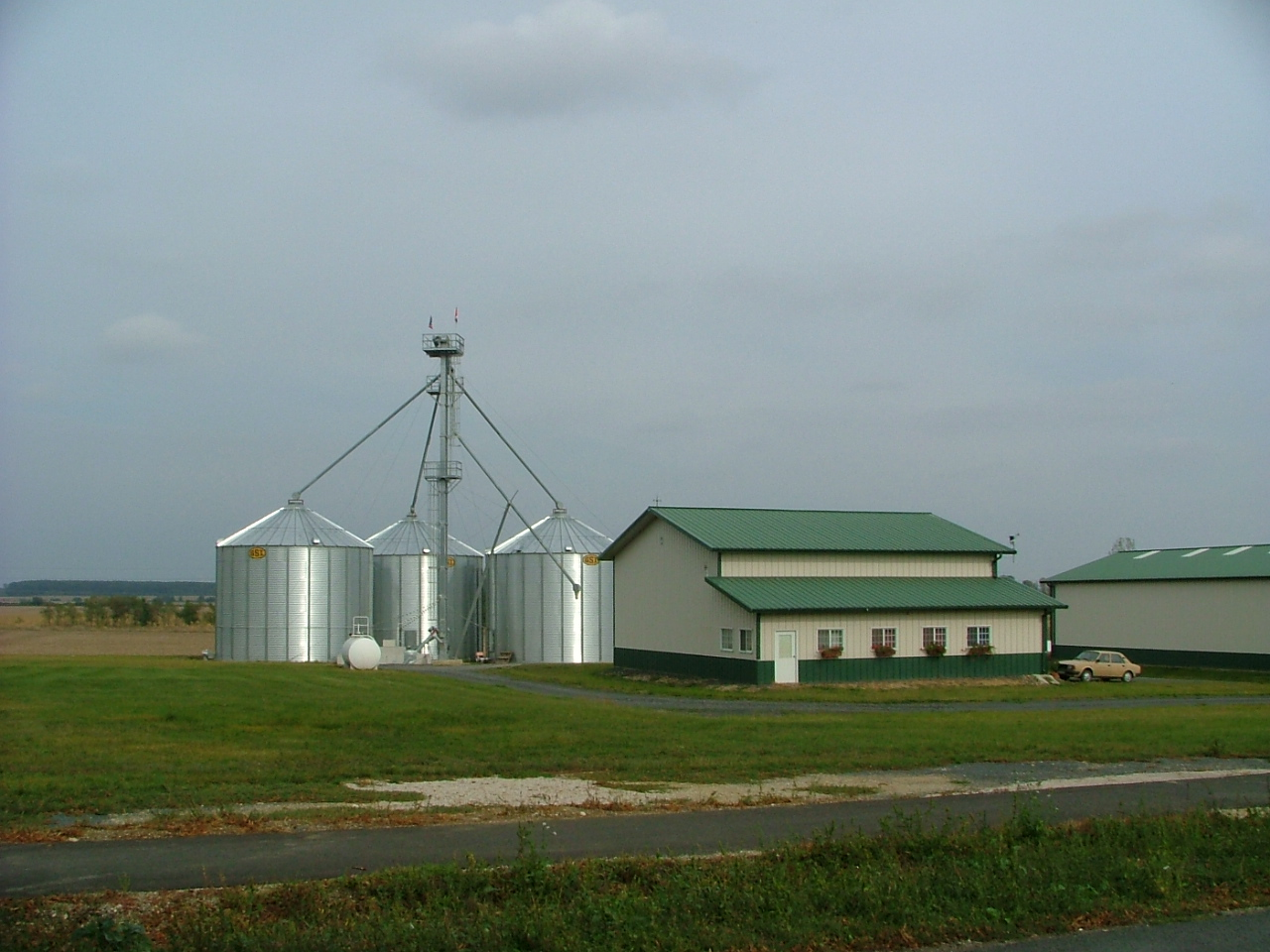
A Majorság Kft. telephelye a falu határában

A 18. század közepén a település – valószínűleg zálog gyanánt – a kamalduli rend birtokában volt. Az 1780-as évektől kezdve, a Rátkay család kihaltával a Meskó család lett a birtokos. A 19. század első felében a község Molnár Lajos vármegyei tiszti főügyész tulajdonát képezte. A paraszti birtokállomány 250 kishold szántóból állott, telkes jobbágyainak száma 20 körül mozgott. Lélekszáma 1787-től 1930-ig 223-ról 317-re nőtt. A gróf Meskó család birtokában álló urasági major az összevásárolt kisnemesi telkekből alakult ki, 1790-ben 73 kh. szántó és 34 kh. rét tartozott hozzá.
A Dömötör, Tóth és Varga nevű jobbágycsaládokkal a helyi iratokban 1671-ben, a Kóczán, Pusztai és Németh nevűekkel pedig 1728-ban találkozunk először. Gyalókai születésű volt Kóczán Ferenc kegyesrendi tanár és író (1801–1867).
Az első világháborúban 14 fő, a második világháborúban 8 fő gyalókai lakos halt hősi halált. A két világháború között a falu birtokosa az Újhelyi család volt. A munkára fogható lakosságnak 10%-a volt 1-5 kh-on gazdálkodó zsellér, további 10% pedig cseléd az Újhelyi-birtokon. Sem kiemelkedően gazdag, sem kirívóan szegény család nem élt itt ebben az időben. A népesség nagy része a földművelésből élt, az iparosok kisebbségben voltak, de akadt azért néhány kovács, cipész, asztalos, ács és kőműves, továbbá volt még kocsmáros és vegyesboltos is. A falu határát érintő Répce egy időben három malmot is hajtott.
A második világháború végső szakaszában a falu népéből aki csak tehette, az Újhelyi-kastély pincéjében próbált elrejtőzni, amíg a szovjet csapatok átvonultak. 1946-ban a gazdák többsége belépett a Kisgazdapártba. 1959-ben termelőszövetkezetet alakítottak. Az 1980-as évek második felében korszerűsítették a villanyvilágítást, ravatalozót építettek, orvosi rendelőt alakítottak ki. Napjainkban nincs intézmény a településen. Művelődési, sportolási lehetőség a szomszédos településeken, orvosi ellátás Zsira községben van.

## Közélete

### Polgármesterei
- 1990–1994: Ifj. Farkas János (független)[4]
- 1994–1998: Tóth János (független)[5]
- 1998–2002: Tóth János (független)[6]
- 2002–2006: Tóth Jánosné (független)[7]
- 2006–2010: Tóth Jánosné (független)[8]
- 2010–2014: Kincse Attila (független)[9]
- 2014–2019: Kincse Attila (független)[10]
- 2019–2020: Kincse Attila (független)[11]
- 2020–2024: Varga Tamás (független)[12][13]
- 2024– : Varga Tamás (független)[1]

A településen 2020. szeptember 6-án időközi polgármester-választást kellett tartani, mert a 2019 októberében megválasztott előző polgármester 2020. március 22-én lemondott posztjáról.

## Népesség
A település népességének változása:
| Lakosok száma | 70   | 69   | 68   | 84   | 81   | 82   | 87   |
|               | 2013 | 2014 | 2015 | 2021 | 2022 | 2023 | 2024 |

A 2011-es népszámlálás során a lakosok 95,3%-a magyarnak, 12,5% cigánynak mondta magát (4,7% nem nyilatkozott; a kettős identitások miatt a végösszeg nagyobb lehet 100%-nál). A vallási megoszlás a következő volt: római katolikus 82,8%, evangélikus 4,7%, felekezeten kívüli 1,6% (10,9% nem nyilatkozott).
2022-ben a lakosság 60,5%-a vallotta magát magyarnak, 9,9% németnek, 9,9% cigánynak, 1,2% szlovénnek, 1,2% horvátnak, 25% egyéb, nem hazai nemzetiségűnek (19,8% nem nyilatkozott; a kettős identitások miatt a végösszeg nagyobb lehet 100%-nál). Vallásuk szerint 44,4% volt római katolikus, 3,7% református, 1,2% egyéb katolikus, 7,4% felekezeten kívüli (43,2% nem válaszolt).

## Nevezetességei
- Műemlék jellegű az 1761-ben barokk stílusban épült, homlokzati tornyos, egyhajós, Keresztelő Szent János nevére szentelt római katolikus templom. Eredeti népies barokk berendezése nagyrészt megmaradt, elsősorban a szobrokkal díszített oltár és a rokokó díszes orgona érdemel figyelmet. A templom melletti Nepomuki Szent János-szobor a 18. század második feléből való. A temetőben régi sírkövek láthatók.